# Fudbalski Klub Željezničar
O FK Željezničar é um clube de futebol da Bósnia e Herzegovina, sediado na cidade de Sarajevo. Foi fundado em 1921 e disputa a Premijer Liga.

## História
O nome bósnio Željezničar significa "ferroviário", dado porque os fundadores do clube eram trabalhadores de uma estrada de ferro em Sarajevo.
Fundado em 1921, o Željo é uma das equipes mais bem-sucedidas do futebol bósnio. Durante a época em que a Bósnia e Herzegovina integrava a Iugoslávia, o FK Željezničar venceu em 1972 o campeonato iugoslavo - competição dominada tradicionalmente por equipes sérvias e croatas. 
O clube também chegou a disputar as semifinais da Copa da UEFA na temporada 1984-1985 - melhorando o desempenho da temporada 1971-1972 quando havia atingido a fase de quartas-de-final.
Em 1998, o Željo venceu seu primeiro campeonato nacional, feito repetido em 2001 e 2002. O clube também detém três títulos da Copa da Bósnia (2000, 2001 e 2003).

## Estádio
O estádio onde o Željo manda os seus jogos é o Stadion Grbavica, situado no bairro de Grbavica, na periferia de Sarajevo, e que possui uma capacidade estimada em 20.841 lugares.

## Elenco
Atualizado em 9 de setembro de 2020.
Legenda
- : Capitão
- : Jogador suspenso
- : Jogador lesionado

## Títulos

### Bósnia
- Premijer Liga (6): 1998, 2001, 2002, 2010, 2012 e 2013
- Copa Bósnia de Futebol (4): 2000, 2001, 2003 e 2011

### Iugoslávia
- Campeonato Iugoslavo (1): 1971/72

## Jogadores de destaque
| - Dimitrije Dimitrijević - Joško Domorocki - Milan Rajlić - Ilijas Pašić - Vasilije Radović - Mišo Smajlović - Ivica Osim - Josip Zemko - Blagoje Bratić - Josip Bukal - Enver Hadžiabdić - Josip Katalinski - Velija Bećirspahić - Hajrudin Saračević - Slobodan Janjuš - Edin Sprečo - Tarik Hodžić | - Božo Janković - Ivica Baskarada - Fikret Mujkić - Nenad Starovlah - Edin Bahtić - Vlado Čapljić - Haris Škoro - Radmilo Mihajlović - Mirsad Baljić - Edin Ćurić - Mario Stanić - Rade Bogdanović - Gordan Vidović - Nikola Nikić - Refik Šabanadžović - Suvad Katana - Mehmed Baždarević - Sead Kapetanović | - Dželaludin Muharemović - Bulend Biščević - Hadis Zubanović - Mirsad Bešlija - Kenan Hasagić - Edin Džeko - Samir Muratović - Semir Štilić - Sanel Jahić - Admir Vladavić - Samir Bekrić - Edin Cocalić |